# Międzyrzecze, Tỉnh West Pomeranian
Międzyrzecze [mjɛnd͡zɨˈʐɛt͡ʂɛ] (tiếng Đức: Meseritz) là một ngôi làng thuộc khu hành chính của Gmina Sławoborze, thuộc quận Świdwin, West Pomeranian Voivodeship, ở phía tây bắc Ba Lan. Nó nằm khoảng 10 kilômét (6 mi) phía tây Sławoborze, 17 km (11 mi) về phía tây bắc của Świdwin và 83 km (52 mi) về phía đông bắc của thủ đô khu vực Szczecin.
Trước năm 1945, khu vực này là một phần của Đức. Đối với lịch sử của khu vực, xem Lịch sử của Pomerania.
Ngôi làng có dân số 90 người.